# Acidente ferroviário de Studénka

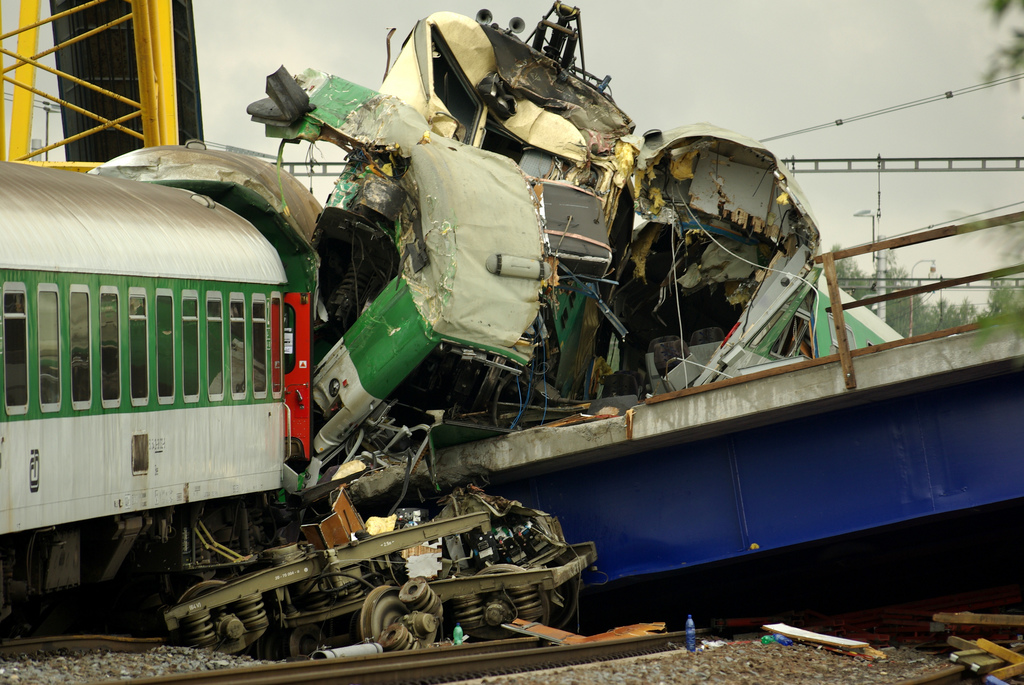
Trem esmagado pela queda da ponte

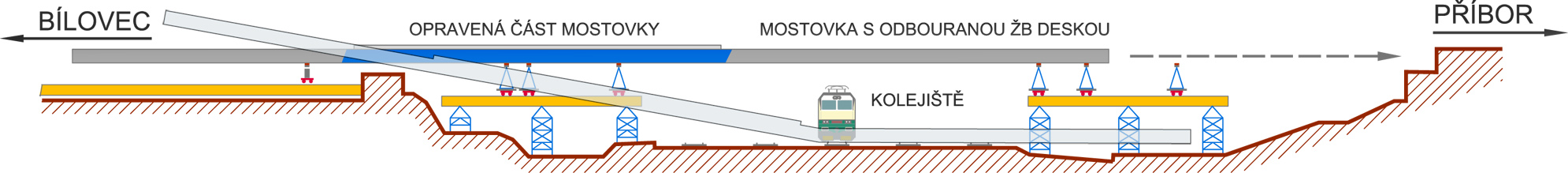
Diagrama do local do acidente

O acidente ferroviário de Studénka ocorreu em 8 de agosto de 2008 às 10h30 hora local, na cidade homônima, localizada na República Checa. O acidente causou a morte de 8 passageiros. Outros 64 ficaram feridos.
O Trem Eurocity 108 Comenius (um trem expresso que ligava as cidades de Cracóvia e Praga) colidiu com uma ponte rodoviária que havia caído alguns instantes. A ponte estava sendo escorada por operários que faziam uma reforma estrutural, quando partes de uma viga caíram sobre os trilhos. O maquinista percebeu a queda da viga a 452 metros de distância da ponte e acionou o freio do trem que estava há aproximadamente 133 km/h, mas o impacto foi inevitável. Antes de colidir com a viga, o trem descarrilou, ampliando os estragos do acidente.